# Айзек Маквала
Айзек Маквала (24 вересня 1985 , Тутуме, Центральний округ ) — ботсванський легкоатлет, що спеціалізується на спринті, бронзовий призер Олімпійських ігор 2020 року.

## Кар'єра
| Рік                  | Змагання                        | Місце проведення          | Місце                | Дисципліна            | Результат            | Примітки             |
| Представник Ботсвана | Представник Ботсвана            | Представник Ботсвана      | Представник Ботсвана | Представник Ботсвана  | Представник Ботсвана | Представник Ботсвана |
| -------------------- | ------------------------------- | ------------------------- | -------------------- | --------------------- | -------------------- | -------------------- |
| 2007                 | Африканські ігри                | Алжир, Алжир              | 17 (пф.)             | біг на 400 метрів     | 47.02                |                      |
| 2007                 | Африканські ігри                | Алжир, Алжир              | 1                    | естафета 4×400 метрів | 3:03.16              |                      |
| 2007                 | Чемпіонат світу                 | Осака, Японія             | 14 (з.)              | естафета 4×400 метрів | 3:05.96              |                      |
| 2008                 | Чемпіонат Африки                | Аддис-Абеба, Ефіопія      | 2                    | біг на 400 метрів     | 45.64                |                      |
| 2008                 | Чемпіонат Африки                | Аддис-Абеба, Ефіопія      | 4                    | естафета 4×400 метрів | 3:06.54              |                      |
| 2009                 | Чемпіонат світу                 | Берлін, Німеччина         | 34 (з.)              | біг на 400 метрів     | 46.45                |                      |
| 2010                 | Чемпіонат світу в приміщенні    | Доха, Катар               | —                    | естафета 4×400 метрів | DSQ                  |                      |
| 2010                 | Чемпіонат Африки                | Найробі, Кенія            | 14 (пф.)             | біг на 400 метрів     | 46.92                |                      |
| 2010                 | Чемпіонат Африки                | Найробі, Кенія            | 2                    | естафета 4×400 метрів | 3:05.16              |                      |
| 2010                 | Ігри Співдружності              | Мельбурн, Австралія       | 20 (пф.)             | біг на 400 метрів     | 47.07                |                      |
| 2010                 | Ігри Співдружності              | Мельбурн, Австралія       | 5                    | естафета 4×400 метрів | 3:04.65              |                      |
| 2011                 | Африканські ігри                | Мапуту, Мозамбік          | 46.78                | біг на 400 метрів     | 46.78                |                      |
| 2012                 | Чемпіонат світу в приміщенні    | Стамбул, Туреччина        | 4                    | естафета 4×400 метрів | 3:13.21              | NR                   |
| 2012                 | Чемпіонат Африки                | Порто-Ново, Бенін         | 1                    | біг на 400 метрів     | 45.25                |                      |
| 2012                 | Чемпіонат Африки                | Порто-Ново, Бенін         | —                    | естафета 4×400 метрів | DSQ                  |                      |
| 2013                 | Чемпіонат світу                 | Москва, Росія             | 28 (з.)              | біг на 200 метрів     | 20.84                |                      |
| 2013                 | Чемпіонат світу                 | Москва, Росія             | 22 (з.)              | естафета 4×400 метрів | 3:05.74              |                      |
| 2014                 | Ігри Співдружності              | Глазго, Велика Британія   | 9 (пф.)              | біг на 400 метрів     | 45.57                |                      |
| 2014                 | Чемпіонат Африки                | Марркеш, Марокко          | 2                    | біг на 200 метрів     | 20.51                |                      |
| 2014                 | Чемпіонат Африки                | Марркеш, Марокко          | 1                    | біг на 400 метрів     | 44.23                |                      |
| 2014                 | Чемпіонат Африки                | Марркеш, Марокко          | 1                    | естафета 4×400 метрів | 3:01.89              |                      |
| 2015                 | Світові легкоатлетичні естафети | Нассау, Багамські Острови | 8                    | естафета 4×400 метрів | 3:03.73              |                      |
| 2015                 | Чемпіонат світу                 | Пекін, Китай              | 5                    | біг на 400 метрів     | 44.63                |                      |
| 2015                 | Чемпіонат світу                 | Пекін, Китай              | 9 (з.)               | естафета 4×400 метрів | 2:59.95              |                      |
| 2015                 | Африканські ігри                | Браззавіль, ДР Конго      | 1                    | біг на 400 метрів     | 44.35                |                      |
| 2015                 | Африканські ігри                | Браззавіль, ДР Конго      | 2                    | естафета 4×400 метрів | 3:00.95              |                      |
| 2016                 | Чемпіонат Африки                | Дурбан, ПАР               | 4                    | біг на 400 метрів     | 46.58                |                      |
| 2016                 | Олімпійські ігри                | Ріо-де-Жанейро, Бразилія  | 22 (пф.)             | біг на 400 метрів     | 46.60                |                      |
| 2016                 | Олімпійські ігри                | Ріо-де-Жанейро, Бразилія  | 5                    | естафета 4×400 метрів | 2:59.06              |                      |
| 2017                 | Світові легкоатлетичні естафети | Нассау, Багамські Острови | 2                    | естафета 4×400 метрів | 3:02.28              |                      |
| 2017                 | Чемпіонат світу                 | Лондон, Велика Британія   | 6                    | біг на 200 метрів     | 20.44                |                      |
| 2017                 | Чемпіонат світу                 | Лондон, Велика Британія   | 8                    | біг на 400 метрів     | DNS                  |                      |
| 2018                 | Ігри Співдружності              | Голд-Кост, Австралія      | 1                    | біг на 400 метрів     | 44.35                |                      |
| 2018                 | Ігри Співдружності              | Голд-Кост, Австралія      | 1                    | естафета 4×400 метрів | 3:01.78              |                      |
| 2019                 | Африканські ігри                | Рабат, Марокко            | 8 (пф.)              | біг на 400 метрів     | 46.55                |                      |
| 2021                 | Світові легкоатлетичні естафети | Хожув, Польща             | 3                    | естафета 4×400 метрів | 3:04.77              |                      |
| 2021                 | Олімпійські ігри                | Токіо, Японія             | 7                    | біг на 400 метрів     | 44.94                |                      |
| 2021                 | Олімпійські ігри                | Токіо, Японія             | 3                    | естафета 4×400 метрів | 2:57.27              |                      |